# Hai-Van-Tunnel
Der Hai-Van-Tunnel (vietnamesisch Hầm đường bộ Hải Vân) ist mit 6,28 km einer der längsten Tunnel Südostasiens. Er unterquert den Hai-Van-Pass („Wolkenpass“) und verbindet die vietnamesischen Städte Huế und Đà Nẵng über die Nationalstraße 1.

## Hintergrund
Die Nationalstraße 1 war zur Zeit der Tunnelplanung die zentrale Nord-Süd-Straßenverbindung in Vietnam. In dem 21 Kilometer langen Straßenabschnitt zwischen dem Stadtzentrum von Huế und Đà Nẵng liegt der 496 Meter hohe Hai-Van-Pass. Die 22 km lange kurvige Passstraße, auf der auch mit gelegentlichem Steinschlag zu rechnen war, stellte insbesondere in der Regenzeit ein Nadelöhr auf der Strecke dar und so entstand der Plan, den Hai-Van-Pass zu untertunneln. Am 22. März 1994 gab der damalige Premierminister Võ Văn Kiệt eine Projektstudie in Auftrag und am 30. September 1998 fiel der Beschluss zur Umsetzung des Projekts.

## Planung und Bauausführung der ersten Tunnelröhre
Die Planungs- und Entwurfsphase begann im Januar 1998. Planung und Entwurf wurden von einem Joint Venture der
Nippon Koei Company (Japan), der Louis Berger International Inc. (USA) und der vietnamesischen Transport Engineering Design Corporation (TEDI) vorgenommen. Die Bauausführung erfolgte hauptsächlich durch ein vietnamesisch-japanisches Joint Venture Hazama-Cienco 6 und einem Joint Venture zwischen der koreanischen Firma Dong Ah und der vietnamesischen Song Da Construction.
Die Arbeiten begannen am 1. Oktober 2000 und der Tunneldurchbruch war am 7. November 2003 erreicht. Beim Tunnelbau kam die Neue Österreichische Tunnelbaumethode (NÖT) zum Einsatz.
Der Haupttunnel hat einen Durchmesser von 11,9 m und eine Querschnittsfläche von 89 m². Eine zweite, zum Haupttunnel parallel laufende Tunnelröhre mit 15,5 m² Querschnittsfläche war für Wartungs- und Sicherheitszwecke (als Evakuierungstunnel) vorgesehen. Ein späterer Ausbau zum Verkehrstunnel war von Beginn an als Möglichkeit vorgesehen. Beide Röhren sind durch 15 Zweigtunnel verbunden. Die Tunnel sind mit Feueralarm-, Kommunikations-, Wasserversorgungs- und Lüftungssystemen ausgestattet.

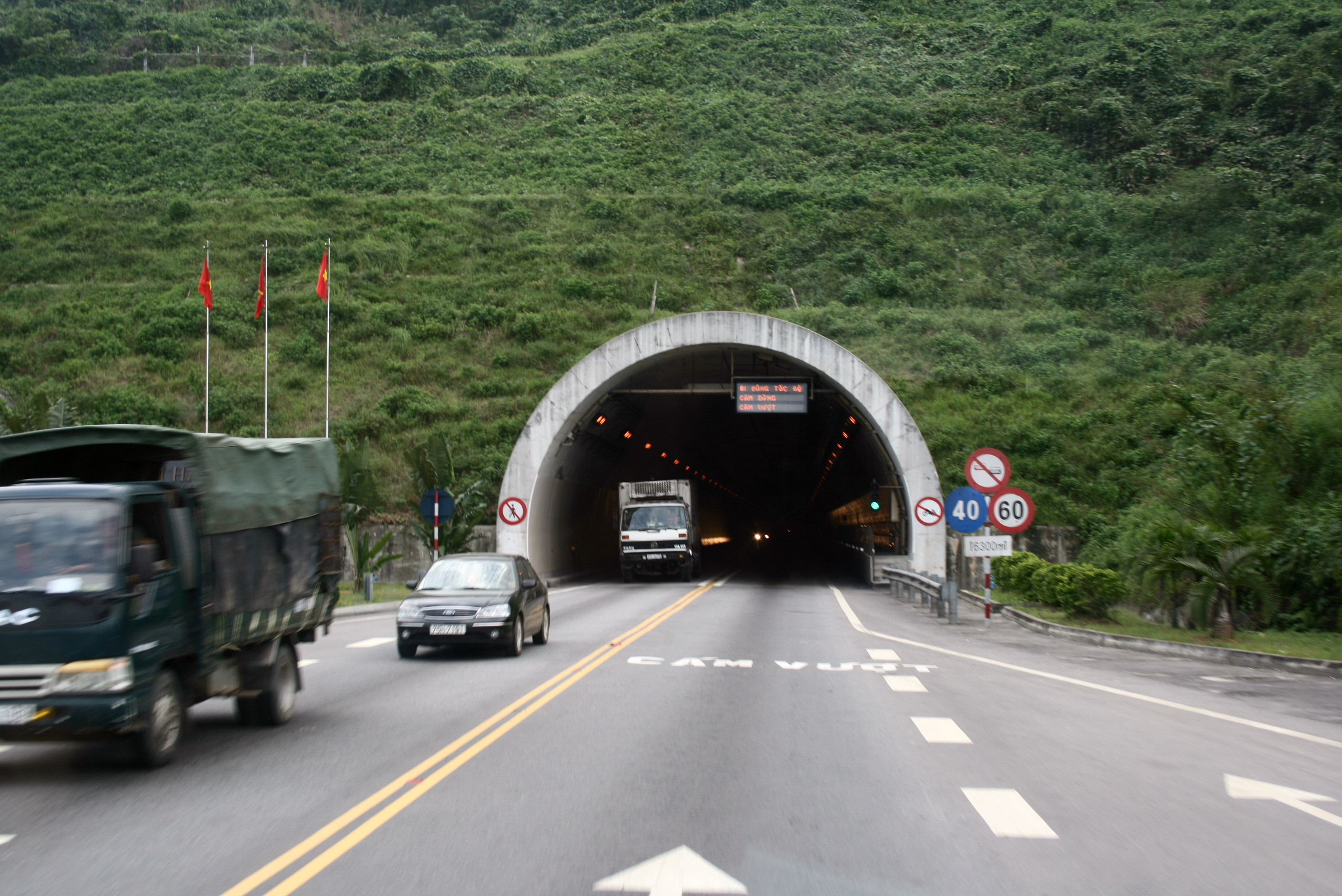
Nordportal des Hai-Van-Tunnels

## Ausbau der zweiten Tunnelröhre
Der parallel westlich zum eigentlichen Tunnelbauwerk angelegte Wartungs- und Rettungstunnel wurde beginnend ab dem Februar 2017 zu einem vollwertigen, 6,2 km langen zweispurigen Straßentunnel ausgebaut. Verkehrsprognosen hatten ergeben, dass die in Betrieb befindliche erste Tunnelröhre aufgrund des steigenden Verkehrsaufkommens ab etwa dem Jahr 2021 an die Grenzen ihrer Kapazität kommen würde. Am 26. Mai 2015 erteilte der damalige Premierminister Nguyễn Tấn Dũng Planungen zum Ausbau des Hilfstunnels in Auftrag. Mit der Projektausführung wurde das Unternehmen Deo Ca Investment JSC aus Ho-Chi-Minh-Stadt beauftragt. Die Gesamtkosten dieses Projekts, zu dem auch eine 2 km lange Straße zur nahen Provinzstadt Lăng Cô und eine 4,3 km Straße nach Đà Nẵng gehörte, wurden auf 8.500 Milliarden VND veranschlagt. Beim Tunnelbau wurde ebenfalls die NÖT verwendet. Während der erste Tunnelbau ein internationales Joint-Venture gewesen war, erfolgte dieser zweite Tunnelbau im Wesentlichen alleine in vietnamesischer Regie.
Die Bauarbeiten an der zweiten Tunnelröhre waren im September 2020, drei Monate vor dem Zeitplan abgeschlossen. Die Kosten für den Tunnelbau wurden offiziell nicht separat beziffert. Zusammen mit der Modernisierung der ersten Tunnelröhre und dem Ausbau der Hải-Vân-Passstraße (Nationalstraße 1) wurden seit 2016 mehr als 7200 Milliarden VNĐ (310 Millionen US$) ausgegeben.

## Betrieb

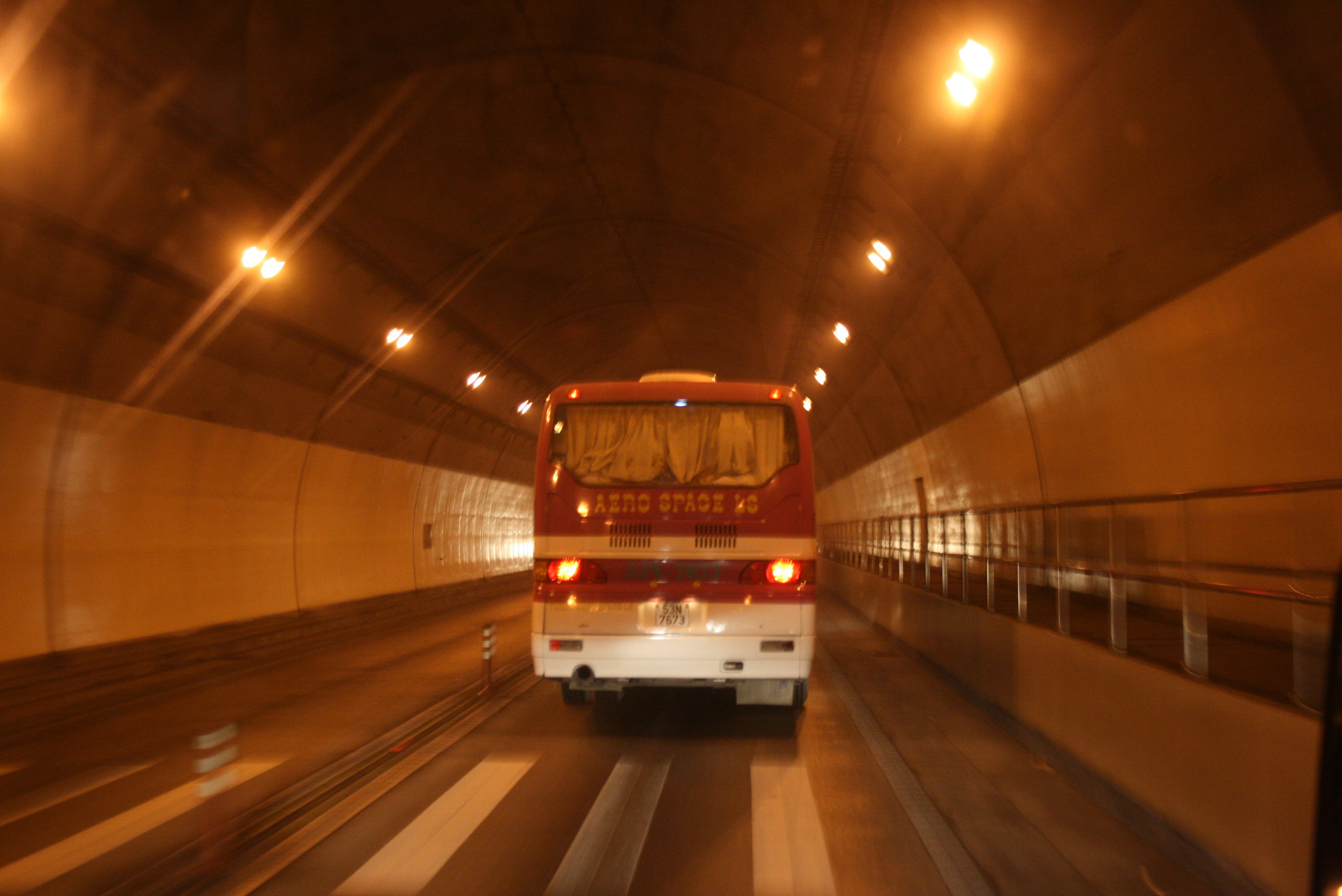
Im Inneren des 1. Tunnels

Der erste Tunnel wurde offiziell am 5. Juni 2005 eröffnet. Durch den Tunnel wurde die Fahrtzeit auf der Strecke von mehr als einer Stunde auf 15 Minuten verkürzt. Bei seiner Eröffnung war der Tunnel der längste in ganz Südostasien und gehörte zu den 30 längsten Tunneln der Welt. Im Jahr 2019 wurde der Tunnel von 2,8 Millionen Fahrzeugen genutzt. Am 11. Januar 2021 wurde die zweite Tunnelröhre für den Verkehr freigegeben.